# Psammotopa phyllosetosa
Psammotopa phyllosetosa är en kräftdjursart som beskrevs av Noodt 1952. Enligt Catalogue of Life ingår Psammotopa phyllosetosa i släktet Psammotopa och familjen Diosaccidae, men enligt Dyntaxa är tillhörigheten istället släktet Psammotopa och familjen Miraciidae. Arten är reproducerande i Sverige. Inga underarter finns listade i Catalogue of Life.